# Équipe d'Argentine de football à la Copa América 1919

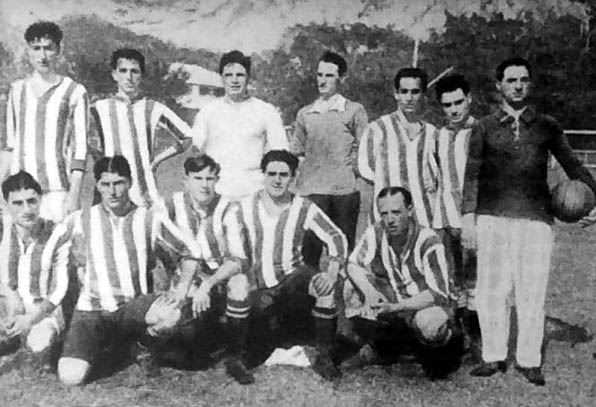
L'équipe avant le match contre le Brésil. Debout : Uslengui, Mattozzi, Reyes, Isola, Martínez, Castagnola ; Accroupis : Calomino, Brichetto, Clarke, Izaguirre, Perinetti.

L'équipe d'Argentine de football participe à sa 3e Copa América lors de l'édition 1919 qui se tient à Rio de Janeiro au Brésil du 11 au 29 mai 1919.

## Résultats

### Classement final
Les quatre équipes participantes sont réunies au sein d'une poule unique où chaque formation rencontre une fois ses adversaires. À l'issue des rencontres, l'équipe classée première remporte la compétition.
|   | Équipe    | Pts | J | G | N | P | BP | BC | Diff |
| - | --------- | --- | - | - | - | - | -- | -- | ---- |
| 1 | Brésil    | 5   | 3 | 2 | 1 | 0 | 11 | 3  | +8   |
| 2 | Uruguay   | 5   | 3 | 2 | 1 | 0 | 7  | 4  | +3   |
| 3 | Argentine | 2   | 3 | 1 | 0 | 2 | 7  | 7  | 0    |
| 4 | Chili     | 0   | 3 | 0 | 0 | 3 | 1  | 12 | -11  |

| 13 mai | Uruguay   | 3 | 2 | Argentine |
| 18 mai | Brésil    | 3 | 1 | Argentine |
| 22 mai | Argentine | 4 | 1 | Chili     |

### Matchs
| 13 mai 1919                                                                                             | Uruguay                                      | 3 – 2 | Argentine                        | Estádio das Laranjeiras (Rio de Janeiro)     |                                              |
| | C. Scarone 19e · H. Scarone 23e · Gradín 85e | (2 - 1)                                                                                                  | Izaguirre 34e · Varela 79e (csc) | Spectateurs : 18 000 Arbitrage : Robert Todd | Spectateurs : 18 000 Arbitrage : Robert Todd |
| Saporiti - Foglino, Varela - Delgado, Zibechi, Vanzzino - Pérez, H. Scarone, Romano, C. Scarone, Gradín | Équipes                                      | Isola - Reyes, Cortella - Mattozzi, Uslenghi, Martínez - Calomino, Laiolo, Clarcke, Izaguirre, Perinetti |                                  | Spectateurs : 18 000 Arbitrage : Robert Todd | Spectateurs : 18 000 Arbitrage : Robert Todd |

| 18 mai 1919                                                                                        | Brésil                                | 3 – 1 | Argentine     | Estádio das Laranjeiras (Rio de Janeiro)     |                                              |
| | Héitor 22e · Amílcar 57e · Millón 77e | (1 - 0) | Izaguirre 65e | Spectateurs : 22 000 Arbitrage : Robert Todd | Spectateurs : 22 000 Arbitrage : Robert Todd |
| Marcos - Píndaro, Bianco - Sergio I, Amílcar, Fortes - Millón, Neco, Friedenreich, Héitor, Arnaldo | Équipes                               | Isola - Reyes, Castagnola - Mattozzi, Uslenghi, Martínez - Calomino, Brichetto, Clarcke, Izaguirre, Perinetti |               | Spectateurs : 22 000 Arbitrage : Robert Todd | Spectateurs : 22 000 Arbitrage : Robert Todd |
| |                                       | |               |                                              |                                              |

| 22 mai 1919                                                                                               | Argentine                             | 4 – 1                                                                                           | Chili      | Estádio das Laranjeiras (Rio de Janeiro)           |                                                    |
| | Clarcke 10e, 23e, 62e · Izaguirre 13e | (3 - 1)                                                                                         | France 33e | Spectateurs : 15 000 Arbitrage : Joaquim de Castro | Spectateurs : 15 000 Arbitrage : Joaquim de Castro |
| Isola - Reyes, Castagnola - Mattozzi, Felices, Martínez - Calomino, Martín, Clarcke, Izaguirre, Perinetti | Équipes                               | Guerrero - Gatica, Poirier - González, Baeza, Domínguez - Muñoz, Fuentes, France, Del Río, Frez |            | Spectateurs : 15 000 Arbitrage : Joaquim de Castro | Spectateurs : 15 000 Arbitrage : Joaquim de Castro |

## Navigation